# Gastrancistrus metallicus
Gastrancistrus metallicus är en stekelart som först beskrevs av William Harris Ashmead 1888.  Gastrancistrus metallicus ingår i släktet Gastrancistrus och familjen puppglanssteklar. Inga underarter finns listade i Catalogue of Life.